# Cladostigma dioicum
Cladostigma dioicum är en vindeväxtart som beskrevs av Ludwig Radlkofer. Cladostigma dioicum ingår i släktet Cladostigma och familjen vindeväxter. Inga underarter finns listade i Catalogue of Life.